# Estado Livre de Meclemburgo-Schwerin
Estado Livre de Meclemburgo-Schwerin (em alemão:  Freistaat Mecklenburg-Schwerin) foi um estado da República de Weimar estabelecido em 1918 após a Revolução Alemã que derrubou o Grão-Ducado de Meclemburgo-Schwerin. O estado durou até o Partido Nazista (NSDAP) chegar ao poder na Alemanha e fundir o estado com o vizinho Estado Livre de Meclemburgo-Strelitz para formar um novo estado unido de Meclemburgo.

## Governantes de Meclemburgo-Schwerin

### Presidentes do Ministério de Estado de Meclemburgo-Schwerin
- Hugo Wendorff (DDP) 1918-1919

### Ministros-Presidentes de Meclemburgo-Schwerin
- Hugo Wendorff (DDP) 1919-1920
- Hermann Reincke-Bloch (DVP) 1920-1921
- Johannes Stelling (SPD) 1921-1924
- Joachim Freiherr von Brandenstein (DNVP) 1924-1926
- Paul Schröder (SPD) 1926-1929
- Karl Eschenburg (Conselho National de Meclemburgo) 1929-1932
- Walter Granzow (NSDAP) 1932-1933
- Hans Egon Engell (NSDAP) 1933
- Friedrich Hildebrandt (Reichsstatthalter) (NSDAP) 1933